# Estero Cajón de Los Ángeles
Estero Cajón de Los Ángeles är ett vattendrag i Chile.   Det ligger i regionen Región de Valparaíso, i den centrala delen av landet, 110 km norr om huvudstaden Santiago de Chile.
Omgivningarna runt Estero Cajón de Los Ángeles är i huvudsak ett öppet busklandskap. Runt Estero Cajón de Los Ángeles är det tätbefolkat, med 319 invånare per kvadratkilometer.